# نصف بنس (عملة بريطانية بنظام ما قبل العشري)
نصف البنس البريطاني ما قبل العشري /ˈheɪpəni/ والذي كان يُختصر في السابق إلى ob. (من اللاتينية "obulus")  هي فئة متوقفة من العملات المعدنية الإسترلينية بقيمة1480جنيه124 واحد أو12 واحد. في الأصل كان يتم سك نصف البنس من النحاس ولكن بعد عام 1860 تم سكه من البرونز. في الفترة التي سبقت النظام العشري توقف عن كونه عملة قانونية اعتبارًا من 31 يوليو 1969 (على الرغم من أن أنصاف البنسات المؤرخة عام 1970 سكت كجزء من مجموعة تذكارية نهائية قبل النظام العشري). تميزت نصف البنس بتصميمين مختلفين على ظهرها أثناء سنوات تداولها. من عام 1672 حتى عام 1936 ظهرت صورة بريطانيا على الوجه الخلفي ومن عام 1937 فصاعدًا ظهرت صورة الظبية الذهبية. مثل جميع العملات البريطانية كانت تحمل صورة الملك على الوجه الأمامي.
"النصف بنس" كانت مكتوبة بشكل عامي ha'penny و"112 دي" كان يُنطق "a penny ha'penny" /ə ˈpɛni ˈheɪpni/ أو ثلاثة ها'بنس /θriː ˈheɪpəns/. "هافبني" هو مثال نادر لكلمة في اللغة الإنجليزية تحتوي على حرف 'أف' صامت.
قبل يوم العشرية في عام 1971 كان الجنيه الإسترليني يستخدم النظام النقدي الكارولنجي حيث كانت أكبر وحدة هي الجنيه مقسمًا إلى 20 شلنًا كل منها يساوي 12 بنسًا. قسم كل بنس إلى 4 فارذنجات وبالتالي فإن الجنيه يحتوي على 480 نصف بنس والشلن يحتوي على 24 نصف بنس.
مع أن نصف البنس لم يعد متداولًا إلا أنه لا يزال يستخدمه عشاق لعبة الحانة البريطانية التقليدية شوف "ادفع" ها'بيني.

## التصميم

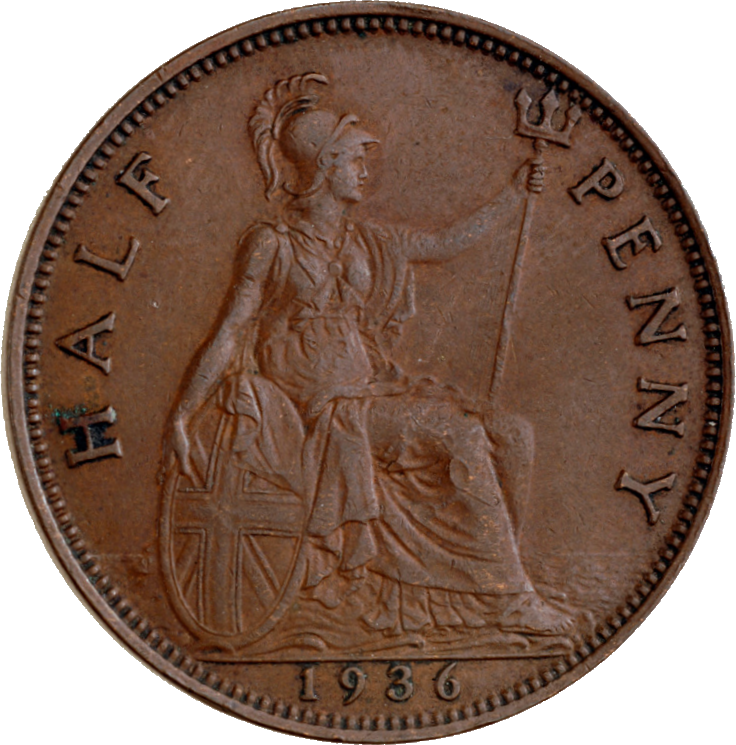
الوجه الخلفي الأصلي: ١٧١٧–١٩٣٦

الوجه الخلفي الأصلي للعملة البرونزية والذي صممه ليونارد تشارلز واين يظهر بريطانيا جالسة تحمل رمحاً ثلاثي الشعب مع عبارة نصف بنس على كلا الجانبين. كما تتميز الإصدارات التي سبقت عام 1895 بوجود منارة على يسار مجلة بريتانيا وسفينة على يمينها. كما قام بإجراء العديد من التعديلات الطفيفة على مستوى البحر الموضح حول بريتانيا وزاوية رمحها الثلاثي على مر السنين. تتميز بعض الإصدارات بحواف مسننة في حين تتميز الإصدارات الأخرى بالخرز.
على مر السنين استخدمت وجوه مختلفة ومتنوعة. كان لدى كل من إدوارد السابع وجورج الخامس وجورج السادس وإليزابيث الثانية وجه واحد للعملة المعدنية من فئة نصف البنس أنتج خلال فترة حكمهم. خلال فترة الحكم الطويلة للملكة فيكتوريا قاموا باستخدام وجهين مختلفين للعملة ولكن فترة الحكم القصيرة لإدوارد الثامن تعني عدم إصدار أي نصف بنس يحمل صورته على الإطلاق.
في أثناء عهد الملكة فيكتوريا أُصدر نصف البنس لأول مرة مع ما يسمى بـ "رأس الكعكة" أو "التمثال النصفي الملفوف" للملكة فيكتوريا على الوجه الأمامي. كما كُتب على التمثال النصفي VICTORIA D G BRITT REG F D. ثم استُبدل هذا التمثال النصفي عام ١٨٩٥ بـ"الرأس القديم" أو "التمثال النصفي المُحجَّب". إن النقش الموجود على هذه العملات المعدنية هو VICTORIA DEI GRA BRITT REGINA FID DEF IND IMP.

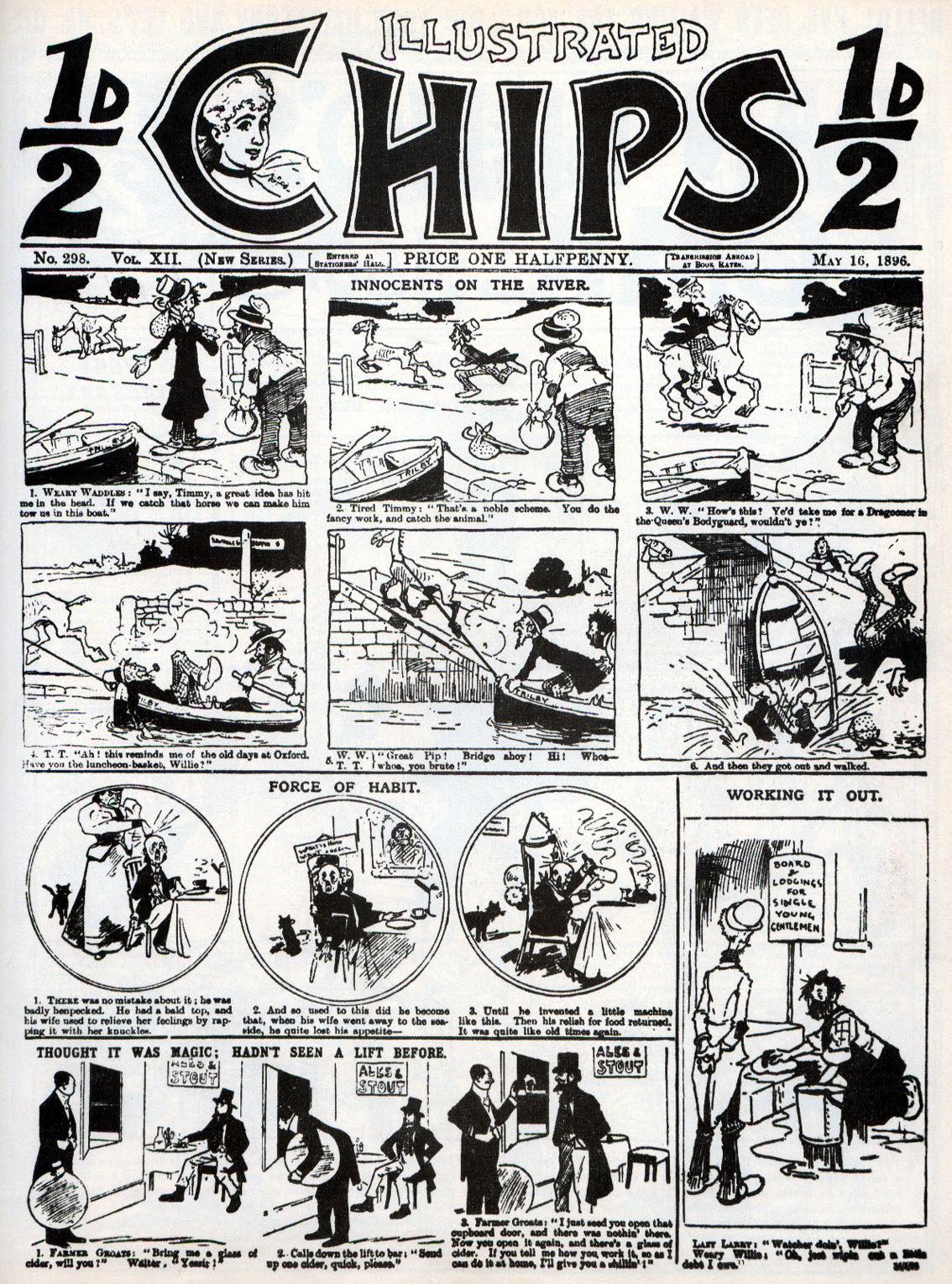
رسوم هزلية مصورة لشيبس في عام 1896 كانت تباع بنصف بنس

العملات المعدنية الصادرة في عهد إدوارد السابع تظهر صورته وتحمل النقش EDWARDVS VII DEI GRA BRITT OMN REX FID DEF IND IMP. وعلى نحو مماثل فإن العملات الصادرة في عهد جورج الخامس تحمل صورته مع نقش GEORGIVS V DEI GRA BRITT OMN REX FID DEF IND IMP.
يوجد نصف بنس للملك إدوارد الثامن (1936) يعود تاريخه إلى عام 1937 ولكن من الناحية الفنية فهو عملة نمطية أي أنها أنتجت للحصول على موافقة رسمية، ومن المحتمل أنها كانت ستحصل على هذه الموافقة في الوقت الذي تنازل فيه الملك عن العرش. يظهر الوجه صورة الملك متجهاً إلى اليسار (الذي اعتبر هذا جانبه الأفضل وعلى هذا كسر تقليد تبديل الاتجاه الذي يواجهه الملك على العملات المعدنية - اعتبر البعض هذا بمثابة إشارة إلى سوء الحظ في الحكم). النقش الموجود على الوجه هو EDWARDVS VIII D G BR OMN REX F D IND IMP.
تتميز العملة المعدنية النمطية الخاصة بإدوارد الثامن ونصف البنس العادية الخاصة بجورج السادس وإليزابيث الثانية بوجه خلفي أعيد تصميمه يعرض سفينة السير فرانسيس دريك المسماة جولدن هيند [الإنجليزية]
.

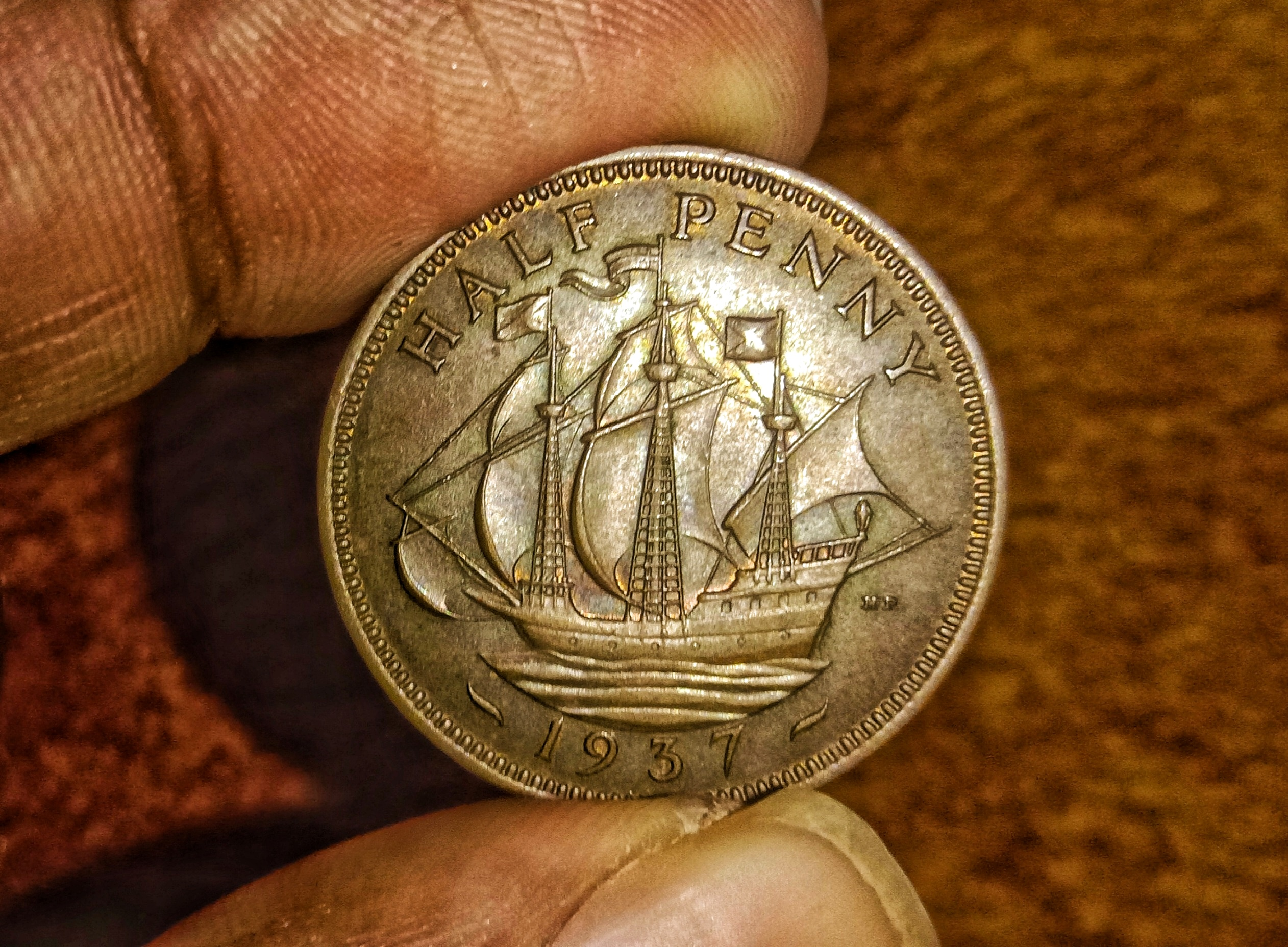
نصف بنس من عام 1937 (الوجه الخلفي) يصور الطائر الذهبي

تتميز العملات المعدنية الصادرة عن الملك جورج السادس بنقش GEORGIVS VI D G BR OMN REX F D IND IMP قبل عام 1949 ونقش GEORGIVS VI D G BR OMN REX FIDEI DEF بعد ذلك. على عكس البنس سك نصف البنس في الفترة المبكرة من حكم إليزابيث الثانية وحملت نقش ELIZABETH II DEI GRA BRITT OMN REGINA F D في عام 1953 وELIZABETH II DEI GRATIA REGINA F D بعد ذلك.

## مصطلحات
هابورث: الإنجليزية البريطانية أي 'halfpenny-worth' أو 'halfpennyworth' تنطق /ˈheɪpəθ/.
في الاستخدام الحرفي عادةً ما تُكتب كاملةً مع عدم نطقها صوتيًا أبدًا: على سبيل المثال "نصف بنس من الرقائق". في الاستخدام المجازي عادةً ما تُقال بازدراء: على سبيل المثال "لقد كنت أموت من أجل شخص يتمتع بنصف قدر من الفطنة والذكاء لأتحدث إليه". "... وقول ذلك لا يُحدث فرقًا يُذكر!" (من كتاب "سيدة الأدب" لألان بينيت الذي كُتب وأُنتج عام 1987 بعد حوالي ستة عشر عامًا من النظام العشري وثلاث سنوات بعد النظام الجديد نصف البنس - (أي النظام العشري12 p) - ألغيت وسحبت من التداول مما يوضح بشكل أكبر استمرار النطق التقليدي أو الاصطلاحي المكون من مقطعين لفظيين). كما تستخدم أيضًا في العبارة الشائعة: "دافت هابورث".

## روابط خارجية
- نصف بنس (ما قبل العشري) نوع عملة من المملكة المتحدة – نادي العملات على الإنترنت